# Alpine A350
Alpine A350 – samochód Formuły 1, zaprojektowany dla Alpine przez Richarda Bouleau w 1968 roku. Model był napędzany przez silnik V8 pochodzący od samochodów sportowych, Renault-Gordini. Model, używający innowacyjnego płaskiego zawieszenia, testowany był przez Mauro Bianchiego na torach Zolder i Zandvoort. Projekt został zawetowany przez Renault z powodu silnika, słabszego o 100 KM od Cosworthów DFV, wskutek czego A350 nigdy nie wziął udziału w Grand Prix.

## Koncept
W połowie lat 60. w Formule 1 nastąpił okres znaczących zmian: regulamin zmienił pojemność silników do 3 litrów (lub 1,5 litra w przypadku silników doładowanych). Dostawcami silników w Formule 1 były wówczas takie firmy jak Maserati, Repco, Weslake czy Cosworth, a klientami wiele zespołów, w tym Lotus czy Brabham. Honda, Ferrari czy Matra produkowały nawet silniki dla swoich zespołów fabrycznych.
Założyciel firmy Alpine, Jean Rédélé, po kryjomu był zainteresowany wejściem do Formuły 1. W 1963 roku zapoznał Renault z projektem wejścia do tej serii, ale wskutek konserwatywnego podejścia Renault nie otrzymał wsparcia od firmy i zespół Alpine Renault F1 nie zadebiutował wówczas w Formule 1. Rédélé był zdeterminowany, by wejść do Formuły 1, i rozważał skorzystanie z silnika V8 produkcji Gordini. Silnik ten sprawiał jednak problemy. Tymczasem rząd Francji ogłosił konkurs z nagrodą pieniężną dla tego "w stu procentach francuskiego" konstruktora, który zaprezentuje najciekawszy projekt samochodu. Faworytem była Matra z silnikiem V12. W konkursie ze swoim silnikiem V8 chciał wziąć udział także Amédeé Gordini, ale nie dysponował odpowiednim samochodem. Alpine zgodził się w 1968 roku zawrzeć umowę z Gordinim, mając na uwadze, że w latach 1966–1967 kierowcy Brabhama zdobyli tytuły z samochodem dysponującym mocą tylko 300 KM. Inną przyczyną był fakt, że Alpine osiągało dobre rezultaty w Formule 2 i Formule 3.
Za projekt samochodu Alpine miał być odpowiedzialny Richard Bouleau. Pierwszy samochód Bouleau zaprojektował dla swojego przyjaciela w 1962 roku, a od 1963 roku projektował samochody Alpine. W 1965 roku Bouleau opracował projekt płaskiego zawieszenia. Dwa lata później zaczęto rozważać przetestowanie tego rozwiązania w praktyce, a platformą testową miał być budowany w Dieppe model A350. Samochód był zbudowany wokół przepisów Formuły 1. Początkowo A350 był traktowany jako eksperyment i budowany w ścisłej tajemnicy, ale kierowca, Mauro Bianchi, przekonał Jeana Rédélé, by modelem A350 Alpine spróbowało wejść do Formuły 1.

## Kierowca
Mauro Bianchi urodził się 31 lipca 1937 roku w Mediolanie. Po sukcesach w wyścigach GT na początku lat 60., w 1964 roku dołączył do Alpine. W Alpine był nie tylko kierowcą wyścigowym, ale także testerem i technikiem. Jego pierwszym zadaniem była ocena możliwości prototypowego A110 z silnikiem 1,1 litra, którego z powodu osobliwego prowadzenia określił "potworem". Bianchi ścigał się również dla Alpine w Formule 2, Formule 3 czy 24h Le Mans, gdzie firma wystawiała dla niego takie modele jak M64 czy M65. W latach 1967–1968 pracował nad tajnymi projektami modeli A220 i A350.
Po wypadku w wyścigu 24h Le Mans w 1968 Bianchi zaprzestał ścigania i skupił się na testowaniu i rozwijaniu samochodów. Wrócił do ścigania w marcu 1969 roku, ale po śmierci jego brata Luciena w wyścigu 24h Le Mans wycofał się ze ścigania i był kierowcą testowym Alpine do 1976 roku.

## Konstrukcja
Silnik nazywał się Renault-Gordini mimo faktu, że w 1965 roku Renault zabroniło Rédélému umieszczać znaków Renault na samochodach Alpine. Renault było jednak mocno zaangażowane w budowę silnika.
Pojemność skokowa silnika wynosiła 2996 cm³. Półkuliste głowice cylindrów zostały wykonane z aluminium. W silniku znajdowały się cztery gaźniki z podwójnym przelotem. Układ zapłonowy, wykorzystujący także cewki, pochodził od firmy Marelli.
Ze względu na fakt, iż moc maksymalna silnika wynosiła 310 KM przy 7500 obr./min. w porównaniu do czterystukonnych silników Coswortha oraz silników Ferrari i Matry o mocy 420 KM, Bouleau zdawał sobie sprawę, że aby samochód był konkurencyjny, musi prowadzić się lepiej od rywali. Jedną z nadziei na taki stan rzeczy były stosowane przez Alpine nowe opony radialne Michelin, których nie używał żaden z zespołów Formuły 1. Bouleau najbardziej liczył jednak na swoją konstrukcję tzw. płaskiego zawieszenia, poza modelem A350 rozwijaną także w modelach A220 i A221. Punktem wyjścia była chęć stałego utrzymania kół prostopadle do podłoża, niezależnie od nachylenia nadwozia. By to osiągnąć, Bouleau ułożył przednie wahacze w równoległobok, koła natomiast nie były ułożone równolegle do ramy. Górne wahacze nie były zatem przytwierdzone do nadwozia, a raczej na nim zawieszone, co powodowało, że poruszały się wraz z kołysaniem nadwozia. Wahacze te wyposażone były w "punkty reakcji" umieszczone poniżej ich osi obrotu w ramie i połączone dwoma drążkami z dźwignią kątową, co powodowało, że ich ruchy były symetryczne. Poprzez właściwe umieszczenie "punktów reakcji" przemieszczenie ramy i zawieszenia nie pociągało za sobą przemieszczenia kół, innymi słowy koła zawsze znajdowały się prostopadle do podłoża, niezależnie od okoliczności. W teorii koła nie były niezależne, a połączone ze sobą przez triangulację, jednak w praktyce pochylenie każdego z kół było niezależne.
Mocnym punktem samochodu był układ hamulcowy z czterema wentylowanymi tarczami hamulcowymi firmy ATE. Wyjaśnienie skuteczności hamulców leżało w konstrukcji płaskiego zawieszenia: jako że koła cały czas były ułożone prostopadle do podłoża, hamowanie było efektywniejsze.

## Testowanie
Po raz pierwszy Bianchi wyjechał A350 na tor w drugiej połowie kwietnia 1968 roku, odbywając tzw. shakedown na testowym torze Michelina w Ladoux. Do samochodu należało wprowadzić wiele pomniejszych poprawek, ale zespół był zachęcony po jeździe Bianchiego i zdecydował się kontynuować rozwój modelu na torze Zolder. Na tym etapie samochód miał jeszcze kilka stosunkowo uciążliwych wad. Podczas testów na Zolder w miejscu, w którym Bouleau oglądał testy, widząc samochód jadący od przodu powstało złudzenie, że koła się nie kręcą. Takie zachowanie samochodu było tak nietypowe, że przyciągnęło uwagę kelnera z pobliskiej restauracji, który spytał się Bouleau, w jaki sposób jest mistyfikowany. Miało to związek z faktem, że głównym celem było stworzenie zawieszenia odpornego m.in. na kołysanie się i zmiany w stabilności.
Zespół był usatysfakcjonowany z rezultatów i postanowił kontynuować testy na torze Zandvoort, gdzie w tamtym czasie rozgrywano Grand Prix Holandii. Bianchi utrzymywał, że czasy uzyskane podczas tego testu zapewniłyby mu miejsce w środku stawki. Rezultaty mogły jednak zostać de facto uznane za niezadowalające. Planowano następnie wystawić samochód na Grand Prix Francji. Przyczyną decyzji zespołu była nie tylko chęć rywalizacji w Formule 1, ale też udowodnienie Renault, że Alpine jest prawdziwym zespołem wyścigowym i próba wymuszenia na nich wybudowania konkurencyjnego silnika wyścigowego, którego Alpine użyłoby w miejsce jednostki Gordini V8. Renault na wieść o zgłoszeniu A350 do Grand Prix Francji zabronił zespołowi używania silnika Renault-Gordini V8. Przyczyną decyzji Renault były obawy o wizerunek marki i osiągi silnika Gordini. W 1969 roku Renault zaprzestało prac nad silnikiem V8 i nie zamierzało już wejść do Formuły 1.
Jedyny wybudowany egzemplarz A350 został zniszczony w kilka miesięcy po Grand Prix Francji 1968. Z samochodu pozostały tylko koła i fragment nadwozia.

## Wyniki w Formule 1
| Legenda oznaczeń w tabelach wyników Wyświetl szablon na nowej stronie | Legenda oznaczeń w tabelach wyników Wyświetl szablon na nowej stronie                                                                     |
| Oznaczenie                                                            | Wyjaśnienie |
| --------------------------------------------------------------------- | --- |
| Złoty                                                                 | Zwycięzca lub mistrzostwo |
| Srebrny                                                               | 2. miejsce lub wicemistrzostwo |
| Brązowy                                                               | 3. miejsce lub II wicemistrzostwo |
| Zielony                                                               | Ukończył, punktował (w klasyfikacji generalnej, gdy zdobył co najmniej jeden punkt na przestrzeni sezonu, poza trzema powyższymi opcjami) |
| Niebieski                                                             | Ukończył, nie punktował (w klasyfikacji generalnej, gdy nie zdobył co najmniej jednego punktu na przestrzeni sezonu)                      |
| Czerwony                                                              | Nie zakwalifikował się (NZ) |
| Czerwony                                                              | Nie prekwalifikował się (NPK) |
| Różowy                                                                | Nie ukończył (NU) |
| Różowy                                                                | Niesklasyfikowany (NS) (w klasyfikacji generalnej, gdy nie został sklasyfikowany w żadnym wyścigu sezonu)                                 |
| Czarny                                                                | Zdyskwalifikowany (DK) |
| Czarny                                                                | Wykluczony (WYK/EX) |
| Biały                                                                 | Nie wystartował (NW) |
| Biały                                                                 | Kontuzjowany (K/INJ) |
| Biały                                                                 | Wyścig odwołany (OD/C) |
| Bez koloru                                                            | Został wycofany (WYC/WD) |
| Bez koloru                                                            | Nie przybył (NP/DNA) |
| Bez koloru                                                            | Nie brał udziału w treningach (NT/DNP) |
| Bez koloru                                                            | Nie został zgłoszony (–) |
| Pogrubienie                                                           | Start z pole position |
| Kursywa                                                               | Najszybsze okrążenie wyścigu |
| †                                                                     | Nie ukończył, ale jego rezultat został zaliczony ze względu na przejechanie więcej niż 90% dystansu wyścigu.                              |
| *                                                                     | Sezon w trakcie |
| 1/2/3                                                                 | Punktowana pozycja w sprincie kwalifikacyjnym                                                                                             |
| Lista systemów punktacji Formuły 1                                    | |

| Sezon | Zespół                     | Silnik  | Kierowcy      | Wyniki w poszczególnych eliminacjach | Wyniki w poszczególnych eliminacjach | Wyniki w poszczególnych eliminacjach | Wyniki w poszczególnych eliminacjach | Wyniki w poszczególnych eliminacjach | Wyniki w poszczególnych eliminacjach | Wyniki w poszczególnych eliminacjach | Wyniki w poszczególnych eliminacjach | Wyniki w poszczególnych eliminacjach | Wyniki w poszczególnych eliminacjach | Wyniki w poszczególnych eliminacjach | Wyniki w poszczególnych eliminacjach | Wyniki kierowców | Wyniki kierowców | Wyniki konstruktora | Wyniki konstruktora |
| 1968  |                            |         |               |                                      |                                      | Monako                               | Belgia                               | Holandia                             | Francja                              | Wielka Brytania                      | Niemcy                               | Włochy                               | Kanada                               | Stany Zjednoczone                    | Meksyk                               | Pkt.             | Msc.             | Pkt.                | Msc.                |
| ----- | -------------------------- | ------- | ------------- | ------------------------------------ | ------------------------------------ | ------------------------------------ | ------------------------------------ | ------------------------------------ | ------------------------------------ | ------------------------------------ | ------------------------------------ | ------------------------------------ | ------------------------------------ | ------------------------------------ | ------------------------------------ | ---------------- | ---------------- | ------------------- | ------------------- |
| 1968  | Société Automobiles Alpine | Gordini | Mauro Bianchi | -                                    | -                                    | -                                    | -                                    | -                                    | WD                                   | -                                    | -                                    | -                                    | -                                    | -                                    | -                                    | 0                | NS               | 0                   | NS                  |